# Cloud Maze
Cloud Maze — музыкальный коллектив, образованный в 2013 году в городе Москве. Стиль Cloud maze можно охарактеризовать как экспериментальный поп-рок, диско-панк.

## История
Первые треки группы были записаны в 2009 году.
C 2013 года коллектив стал активно гастролировать. Cloud Maze отыграли восемь полноценных туров — по Европе (включая страны Чехия, Голландия, Италия, Франция, Бельгия, Германия), Азии (включая концерты в Сингапуре и Китае), России, а также по Украине и Италии. Путешествие по Европе в поддержку дебютного диска «Maybe, U Decide», включило в себя выступления в шести странах: Чехии, Италии, Франции, Нидерландах, Бельгии и Германии. По ходу этой поездки состоялось восемь концертов и два интервью для радиостанций.
Группа Cloud Maze неоднократно появлялась на радио и телевидении в разноплановых проектах, что позволило заработать определенную известность, участвовала в качестве приглашенных гостей среди остальных звезд российской музыкальной эстрады на кинопремьерах и музыкальных премиях.
Cloud Maze заинтересовали не только российскую и европейскую публику своим звучанием, но и азиатскую. В мае 2015 группа съездила в тур по Азии, включая большой фестиваль «All That Matters» в Сингапуре, в котором они удостоились представлять Россию.
В 2014 году Cloud Maze выпустили дебютный альбом «Maybe, U Decide» и клип на песню «Trick» с дебютного альбома.
Дебютный клип Winter в ротации трех каналов - Russian Musicbox, «Музыка Первого» и НАШЕ ТВ, клип Trick в ротации Russian MusicBox , клип TTL в ротации Russian MusicBox и «Музыки Первого», клип на песню Kleptocussion в ротации телеканала «Музыка Первого».
В 2016 году Cloud Maze были номинированы на премии:
- «Oops! Choice awards 2016» в номинации «Прорыв года» [6]
- кандидаты на «Реальную премию MUSICBOX 2016» в номинации «Вне формата»

В 2017 году Сергей Болдырев/Cloud Maze стал лауреатом музыкальной премии "Jagermeister Music Awards 2017" в номинации "People's Choice awards: Russia"

## Состав
(2013-2015)
- Болдырев Сергей — вокал, гитара
- Анфир Рогожин — бас-гитара
- Никита Березкин – ударные

(2015- 2017)
- Болдырев Сергей - вокал, гитара
- Березкин Никита - ударные
- Добровольский Никита - бас-гитара

(2017 - 2019)
- Болдырев Сергей - вокал, гитара.
- Добровольский Никита - бас-гитара
- Хозяйский Алексей - ударные

(2019 по н.в.)
- Болдырев Сергей - вокал, гитара
- Хозяйский Алексей - ударные

## Дискография
- Cloud Maze — EP (2013)
- Trick — Single (2013)
- Maybe, U Decide (2014)
- Kleptocussion - Single (2017)
- Doctor - Single (2018)
- Jungle - Single (2018)
- Pray the Lord  - Single (2019)
- Want U - EP (2019)

## Видеография, клипы
- Осень 2016 года клип TTL в ротации трех телеканалов России, Russian MusicBox, Музыка Первого и 2Х2 MUSIC
- Лето 2016 года клип Trick в ротации телеканала Russian MusicBox.
- Зима 2016 года клип Winter (недоступная ссылка), в ротации трех телеканалов России, Russian MusicBox, НАШЕ ТВ и «Музыка Первого».
- Лето 2018 года клип Kleptocussion, в ротации телеканала «Музыка Первого».
- Январь 2019 года релиз клипа Doctor, в ротации телеканала 2Х2 MUSIC